# مجمع كينتامبو

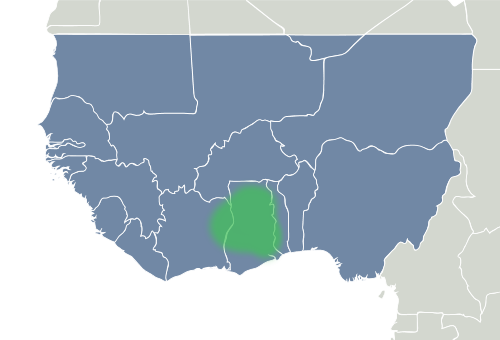

مجمع كينتامبو هي فترة من عصر ما قبل التاريخ شهدت الانتقال إلى البيئة الحضرية في غرب أفريقيا، وتحديدًا في منطقة شرق بونو في غانا وأجزاء من القسم الشرقي لساحل العاج، بدأت في الفترة الواقعة بين عامي 2500 و 1400 قبل الميلاد. بالإضافة إلى كونها مثالًا كلاسيكيًا عن سكان الغابات الأوائل في غرب أفريقيا، تبرز أهمية كينتامبو جراء وجود دليل على تغيّر بليغ في تقينات إنتاج الغذاء بسبب الانتقال من أسلوب حياة الجمع والصيد المرتحل إلى أسلوب العيش في مستوطنات مستقرة. يُعرف هذا التغير بالحياة الحضرية، وهو تغير نمطي في المجتمعات القادرة على الوصول إليه، أو التي طوّرت أنظمة للزراعة. تشير المنحوتات الخزفية للبشر والحيوانات إلى عيش مستوطنات كينتامبو على ممارسة الزراعة الرعوية والبستنة.
هناك جانب آخر مهم لمجمع كينتامبو يتمثل بالفنون وإنشاء أغراض للتزيين الشخصي. عثر علماء الآثار على خرزٍ حجري وأساور وتماثيل بالإضافة إلى أدوات حجرية وتراكيب مثل الفأس الحجري، وأساسات بناء تشير إلى امتلاك هؤلاء الأشخاص مجتمع متشابك ومعرفة جيدة بتقنيات العصر الحجري المتأخر.
عندما يُشار إلى مواضيع متعلقة بكينتامبو، يُفضل استخدام كلمة مجمع أو معقد بدلًا من كلمة حضارة. في السياق البحثي الأثري، تفيد كلمة حضارة بأن جميع المواقع الموجودة في منطقة ما استخدمت نفس التقنيات والطرائق الفنية لخلق أنواع معينة من الأدوات والبضائع والأغذية، وتتشارك فيما بينها بالمعتقدات والتقاليد. في الواقع، تشارك سكان تلك المنطقة خلال فترة من معينة من التاريخ ببعض الأمور، لكنهم اختلفوا عن بعضهم من قرية إلى أخرى بشكل يجعل كلمة حضارة غير دقيقة إطلاقًا. أما كلمة مجمع، أو تقليد في أحيانٍ أخرى، فتعني مجمع تتشارك الكثير من السمات، لكنها تعترف أيضًا بالاختلافات بين أفراد تلك المجمع. أما اسم كينتامبو الذي اسُتخدم لوصف المجمع، فهو مشتق من مديرية كينتامبو في منطقة شرق بونو الواقعة في غانا.

## مستوطنة غرب أفريقيا
خلال العصر الحجري الأوسط، سمح التقدم التقني للبشر الذين استوطنوا شرق أفريقيا بالتكيّف مع المناطق الجديدة والمختلفة، وسمح لهم بالانتشار واستيطان معظم القارة الأفريقية. كان التوسع السكاني النامي تصاعديًا أحد الدوافع وراء النزوح في شرق أفريقيا. خلال تلك الفترة أيضًا، يُعتقد أن البشر ارتحلوا لأول مرة خارج أفريقيا، ووصلوا إلى جنوب غرب آسيا (والتي تُعرف أيضًا بالشرق الأوسط) وآسيا وجنوب شرق أوروبا عن طريق الترحال عبر شبه جزيرة سيناء والجسور البرية على طول البحر الأحمر، وإلى أوروبا الغربية عن طريق عبور جبل طارق. في الحقيقة، وبحلول الألفية العاشرة قبل الميلاد، استوطن البشر بشكل كبيرٍ في الجزء العلوي من أفريقيا، ويشمل هؤلاء مجموعات بشرية كبيرة استوطنت الصحراء الكبرى التي كانت عبارة عن غابة معشبة.
عقب انتهاء آخر عصر جليدي، بدأ مناخ وجغرافيا منطقة الصحراء الكبرى بالتغيّر بشدة. جفّ القسم الشمالي من الصخراء جراء ميلان الأرض على محورها، ما سمح للمنطقة بامتصاص كمية أكبر من الإشعاع الشمسي، وهكذا تشكلت الصحراء. أصبحت المنطقة الواقعة في الجنوب المباشر منطقة موسمية رطبة، فحصلت على كميات ضخمة من الهطول المطري جراء سحب الرطوبة من المحيطات. بحلول أواخر الألفية الخامسة قبل الميلاد، مال كوكب الأرض بشكل أكبر على محوره وبالتالي انتشرت الصحراء نحو الجنوب، ما جعل المناطق المستوطنة سابقًا غير قابلة للعيش. بدأ البشر بالترحال نحو الجنوب، بعيدًا عن الصحراء، واستوطن البعض على حواف الصحراء، في المنطقة التي تُعرف اليوم بالساحل الأفريقي، وهي عبارة عن نوعٍ خاص من الطبيعة شكّلت منطقة عازلة بين الصحراء والسافانا والغابات (في تلك الفترة الزمنية، توسعت الصحراء حتى وصلت تقريبًا إلى ما هي عليه اليوم). استمر بعض البشر بالترحال جنوبًا، فوجدوا أنفسهم في الغابات المطيرة الرطبة في غرب أفريقيا. يُعتقد أن هؤلاء البشر هم من أسسوا نهج حياة كينتامبو.